# Brigidakapelle (Kronenburgerhütte)

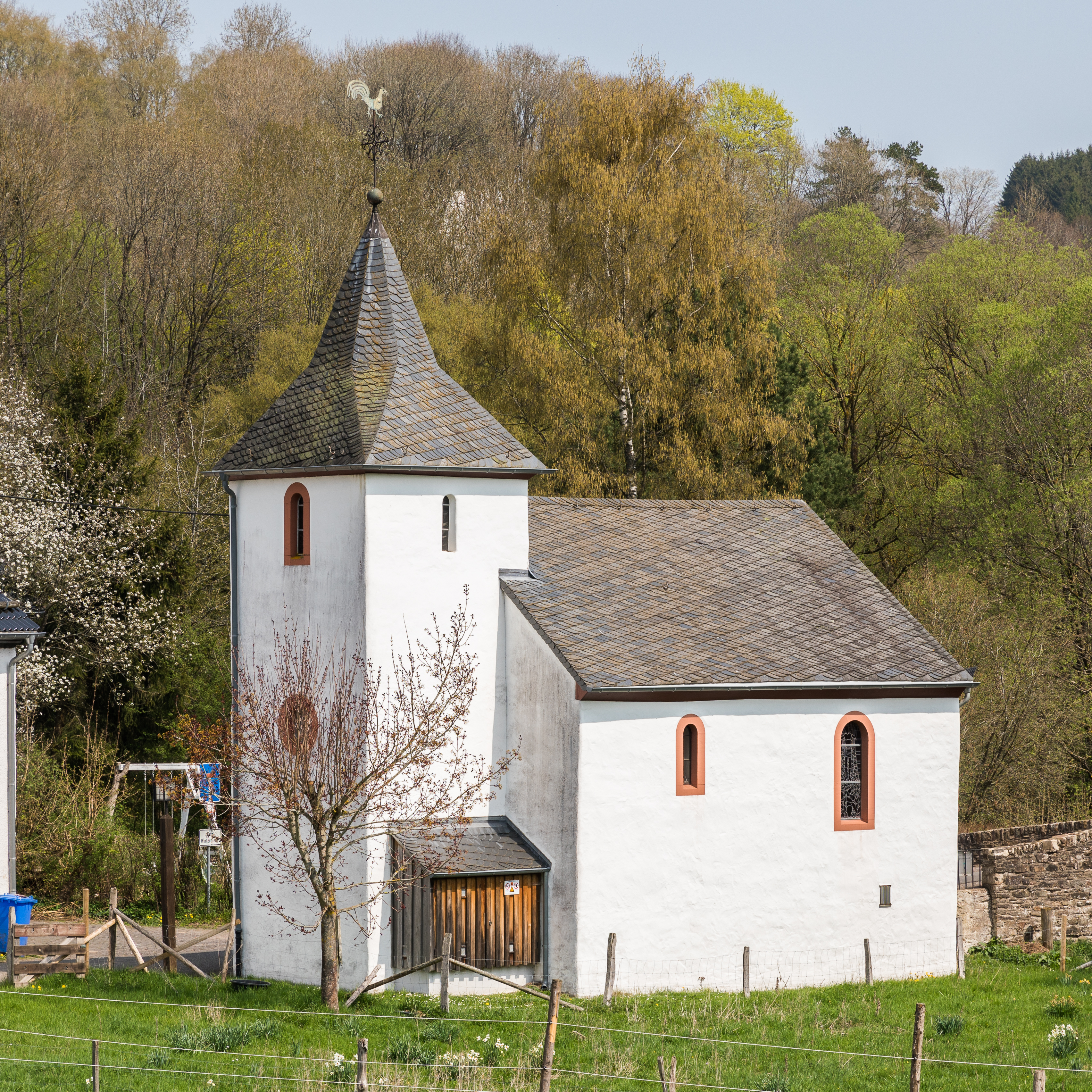
Brigidakapelle in Kronenburgerhütte, 2018

Die Brigidakapelle ist die römisch-katholische Kapelle des Ortsteils Kronenburgerhütte der Gemeinde Dahlem im Kreis Euskirchen (Nordrhein-Westfalen).

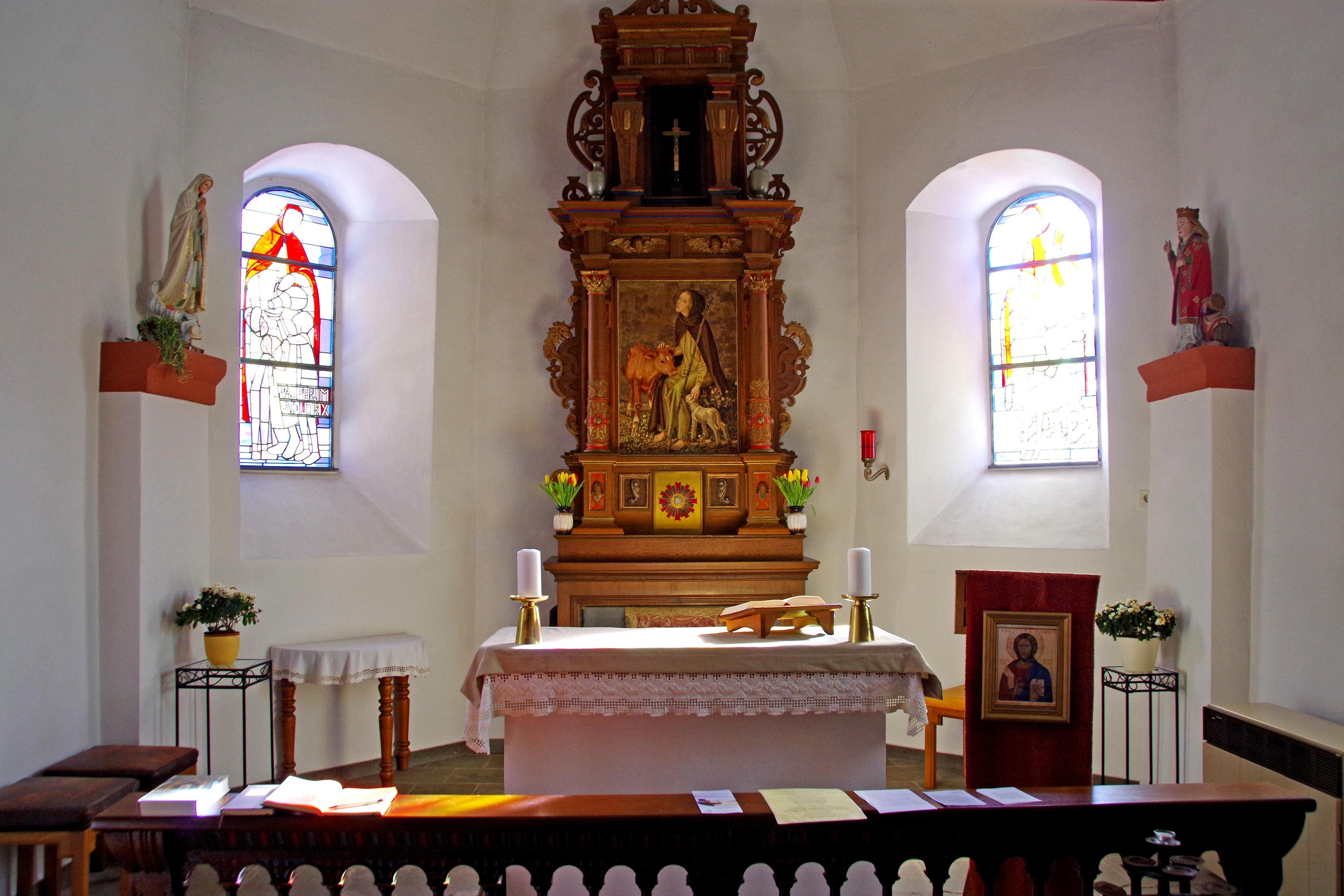
Brigidakapelle, Altarraum

Das Gotteshaus gehört zur Pfarre St. Johann Baptist Kronenburg und ist als Baudenkmal unter Nummer 68 in die Liste der Baudenkmäler in Dahlem (Nordeifel) eingetragen.

## Geschichte
Die Kronenburgerhütter  Kapelle wurde im Jahr 1734 als Saalkirche mit dreiseitig geschlossenem Chor im Baustil des Barock errichtet. Das kleine Gotteshaus ist eine Stiftung von Everhard Lux. Die Einsegnung erfolgte 1745. Im Jahr 1901 wurde schließlich an der Westseite der Glockenturm angebaut. 1976 wurde die Kapelle unter der Leitung von Werner Geyer aus Mechernich renoviert.

## Ausstattung
Im Innern befindet sich ein vermutlich barocker Hochaltar. In diesen eingebaut ist ein Bild der hl. Brigida von Kildare aus dem Jahr 1950. Des Weiteren sind im Innenraum eine bunt bemalte Figur mit der Darstellung der hl. Katharina von Alexandrien vermutlich aus dem 17. Jahrhundert, eine Pietà sowie eine Figur des hl. Josefs zu sehen. Diese beiden Figuren sind ebenfalls bemalt und stammen vermutlich aus der Zeit um 1900. Vier der fünf Fenster schuf der Glasmaler Rolf Dettmann im Jahr 1986 und ein Fenster ist ein Werk der Künstlerin Margret Kaltwasser aus dem Jahr 2000.
Glocke
Die Glocke mit einem Durchmesser von 33 cm und einem Gewicht von 22 Kilogramm wurde 1737 von Engelbert Fuchs in Köln gegossen.